# Capillogryllus exilipalpis
Capillogryllus exilipalpis är en insektsart som beskrevs av Xie, L. och Z. Zheng 2003. Capillogryllus exilipalpis ingår i släktet Capillogryllus och familjen syrsor. Inga underarter finns listade i Catalogue of Life.